# Кастеларо-Кјеза (Болоња)
Кастеларо-Кјеза (итал. Castellaro-Chiesa) је насеље у Италији у округу Болоња, региону Емилија-Ромања.
Према процени из 2011. у насељу је живело 61 становника. Насеље се налази на надморској висини од 652 м.